# Peter Nicolai Arbo

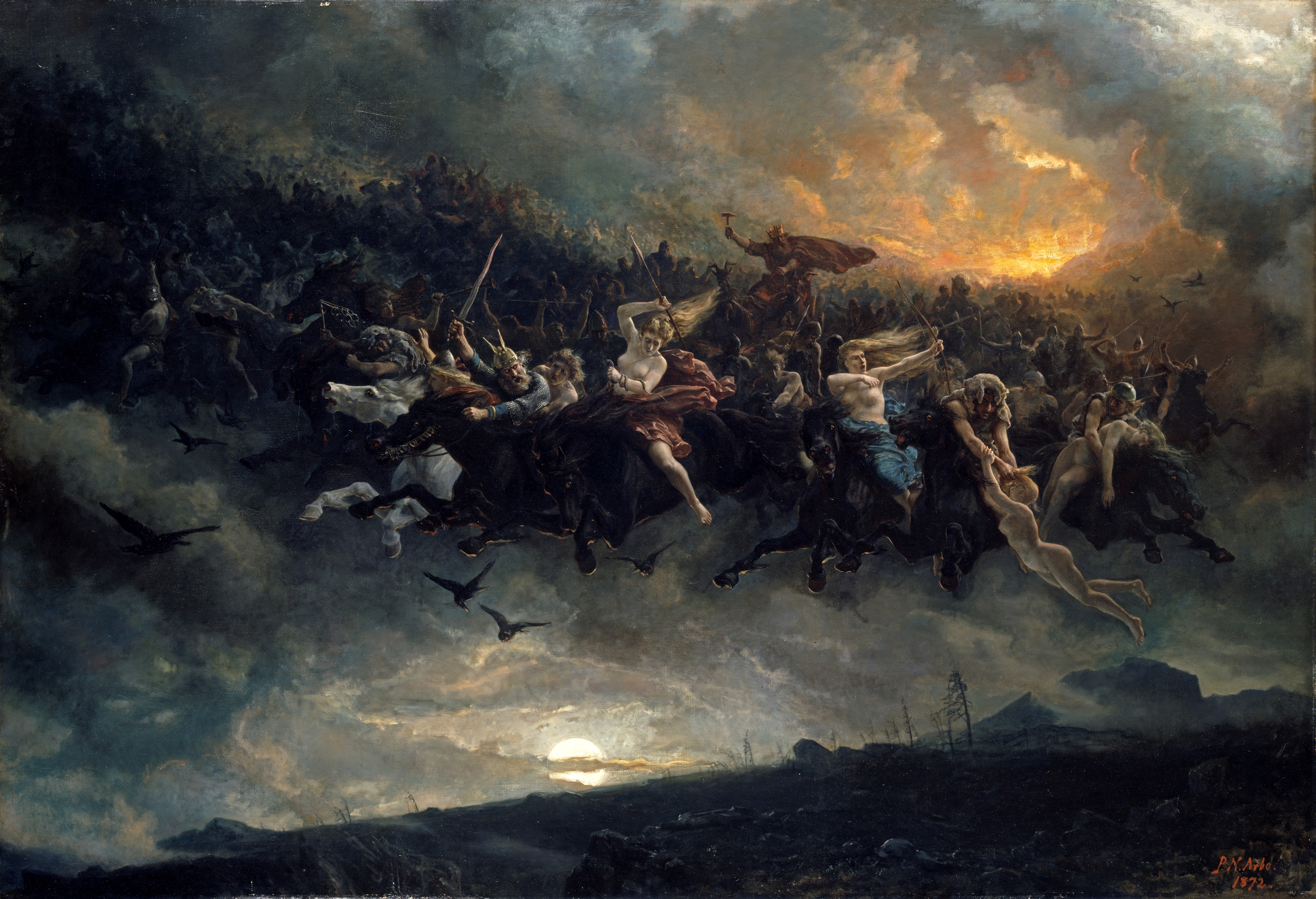
La caça salvatge d'Odin, una versió nòrdica de Wild Hunt (1872)

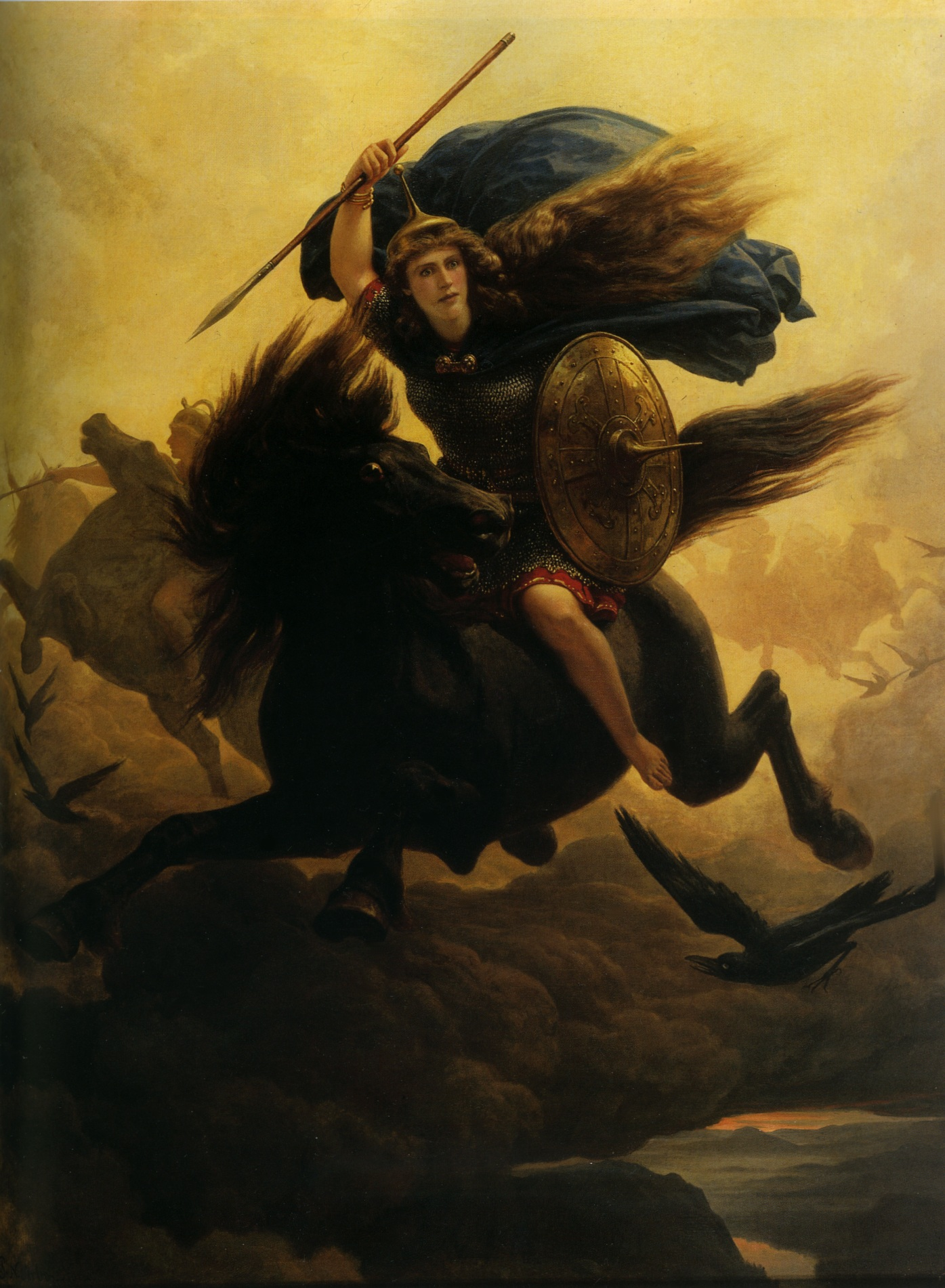
Valkyrie (Versió 1864)

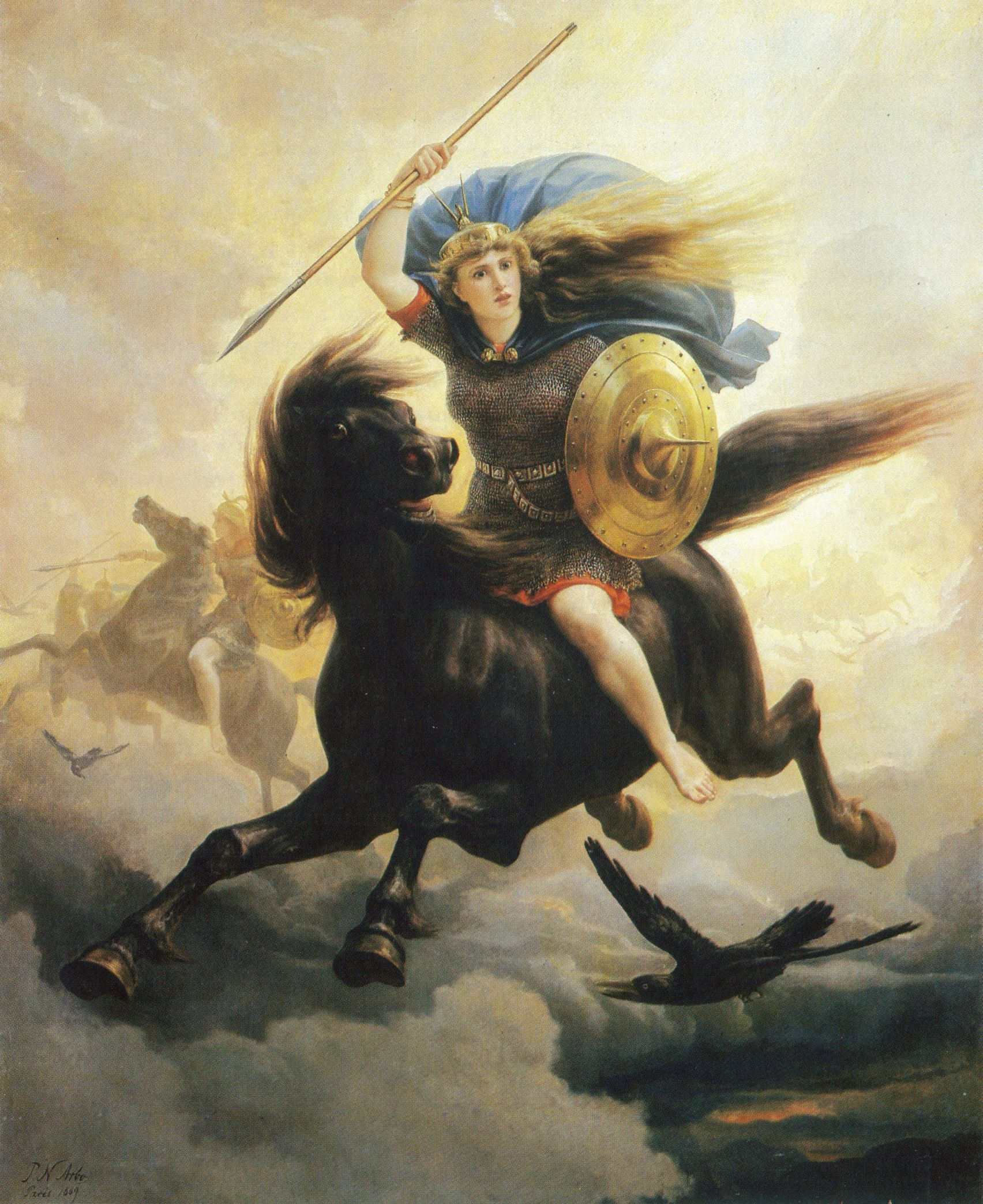
Valkyrie (Versió 1869)

Peter Nicolai Arbo (18 de juny de 1831 – 14 d'octubre de 1892) va ser un pintor històric noruec que es va especialitzar a pintar motius de la història noruega i imatges de la mitologia nòrdica. És conegut sobretot per La caça salvatge d'Odin, un motiu dramàtic basat en la llegenda de la caça salvatge i Valkyrie, que representa una figura femenina de la mitologia nòrdica.

## Biografia
Peter Nicolai Arbo es va criar a Gulskogen Manor a Gulskogen, un municipi de Drammen, Noruega. Era fill del director i mestre Christian Fredrik Arbo (1791-1868) i de la seva esposa Marie Christiane von Rosen. El seu germà Carl Oscar Eugen Arbo va ser metge militar i pioner en estudis antropològics noruecs. La casa de la infància d'Arbo, a Gulskogen, va ser construïda el 1804 com a residència d'estiu del seu cosí major, comerciant de boscos i industrial Peter Nicolai Arbo.
Arbo va iniciar la seva formació artística amb un any a l'Escola d'Art dirigida per Frederik Ferdinand Helsted (1809-1875) a Copenhaguen (1851-1852). Després d'això, va estudiar a l'acadèmia d'art a Düsseldorf. De 1853 a 1855 va estudiar amb Karl Ferdinand Sohn, professor de la Kunstakademie Düsseldorf, i del 1857 al 1858 sota Emil Hünten que va ser pintor de batalla i d'animals. A Düsseldorf fou un estudiant privat del pintor d'història Otto Mengelberg (1817-1890). Va tenir contacte amb Adolph Tidemand i es va convertir en un bon amic de Hans Gude, tots dos professors de l'acadèmia d'art de Düsseldorf. I s'associà a l'escola de pintura de Düsseldorf.
El 1861, Arbo va tornar a Noruega i l'any següent va anar de viatge juntament amb Gude i Frederik Collett. El 1863 va pintar la primera versió de Horse flock on the high mountains, motiu que després va tornar a agafar diverses vegades. La versió del 1889 es troba al Museu Nacional d'Art, Arquitectura i Disseny (en noruec Nasjonalmuseet per a kunst, arquitectktur og design) d'Oslo i es considera una de les seves obres més importants.
El 1866 va ser nomenat cavaller de la Reial Ordre Noruega de Sant Olav i Cavaller de l'Ordre de Vasa. Va ocupar nombrosos càrrecs, inclòs com a jurat a Estocolm el 1866 i Filadèlfia el 1876, i va ser comissari de l'exposició del departament d'art vienès el 1873. També va ser membre de la National Gallery Company des de 1875 i director de la Christiania Art Society des de 1882 fins a la seva mort.

## Museu Drammens
El museu Drammens (en noruec Drammens museum for kunst og kulturhistorie) es troba al cor de Drammen, a la banda sud del riu Drammen. En els anys anteriors, es tractava d'una zona de cases de camp elegant a la magnífica propietat de terra coneguda com a Marienlyst. Les exposicions del museu inclouen elements de la història històrica i cultural de Noruega. El museu de Drammen està format per cinc departaments, entre els quals es troba Gulskogen Manor, la casa infantil Peder Nicolai Arbo. A les moltes belles sales de Gulskogen Manor, s'hi troben obres d'aquest distingit pintor d'història.

## Galeria

Paintings by Peter Nicolai Arbo
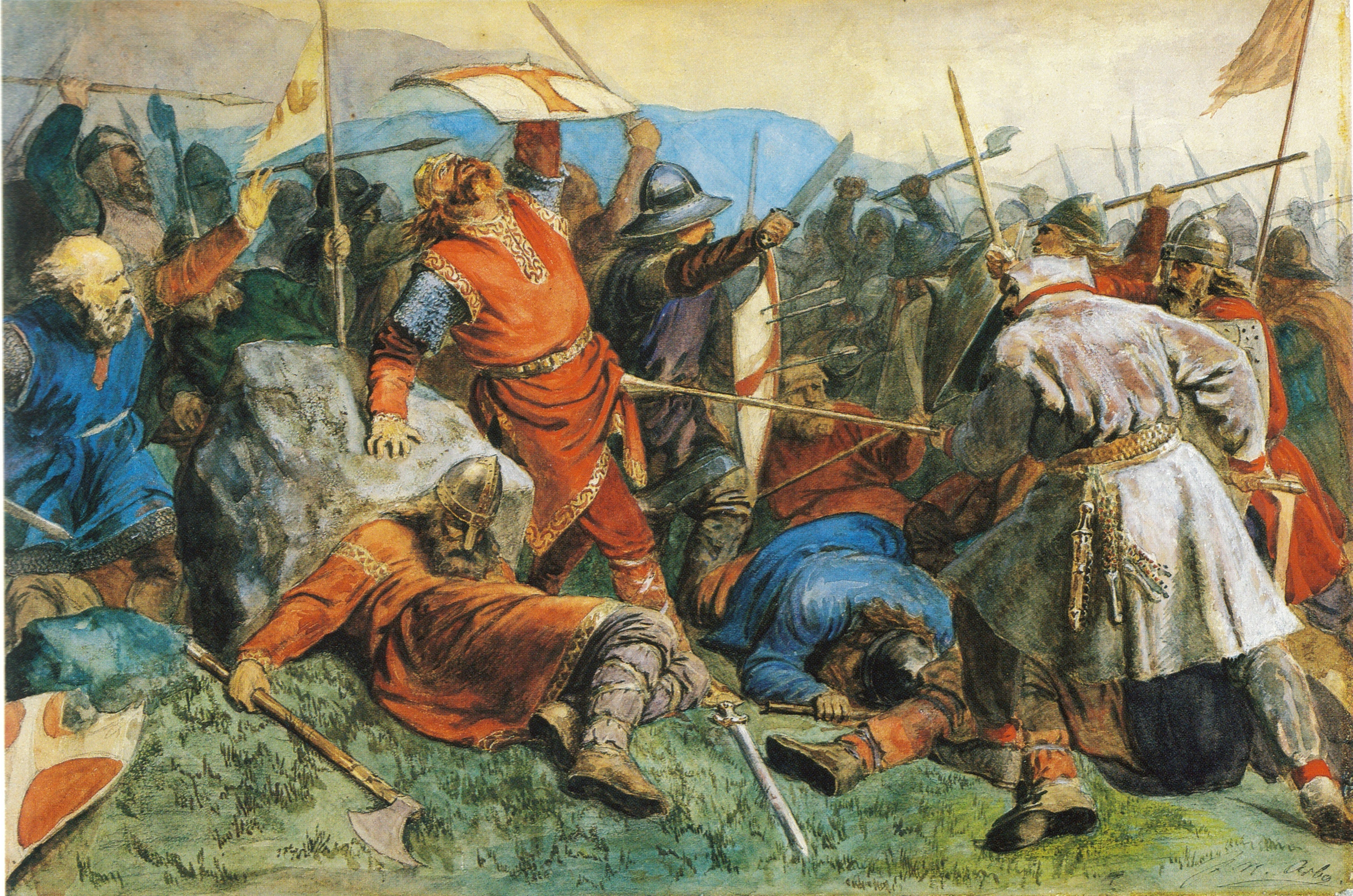
Sant Olav a la batalla de Stiklestad (1859)
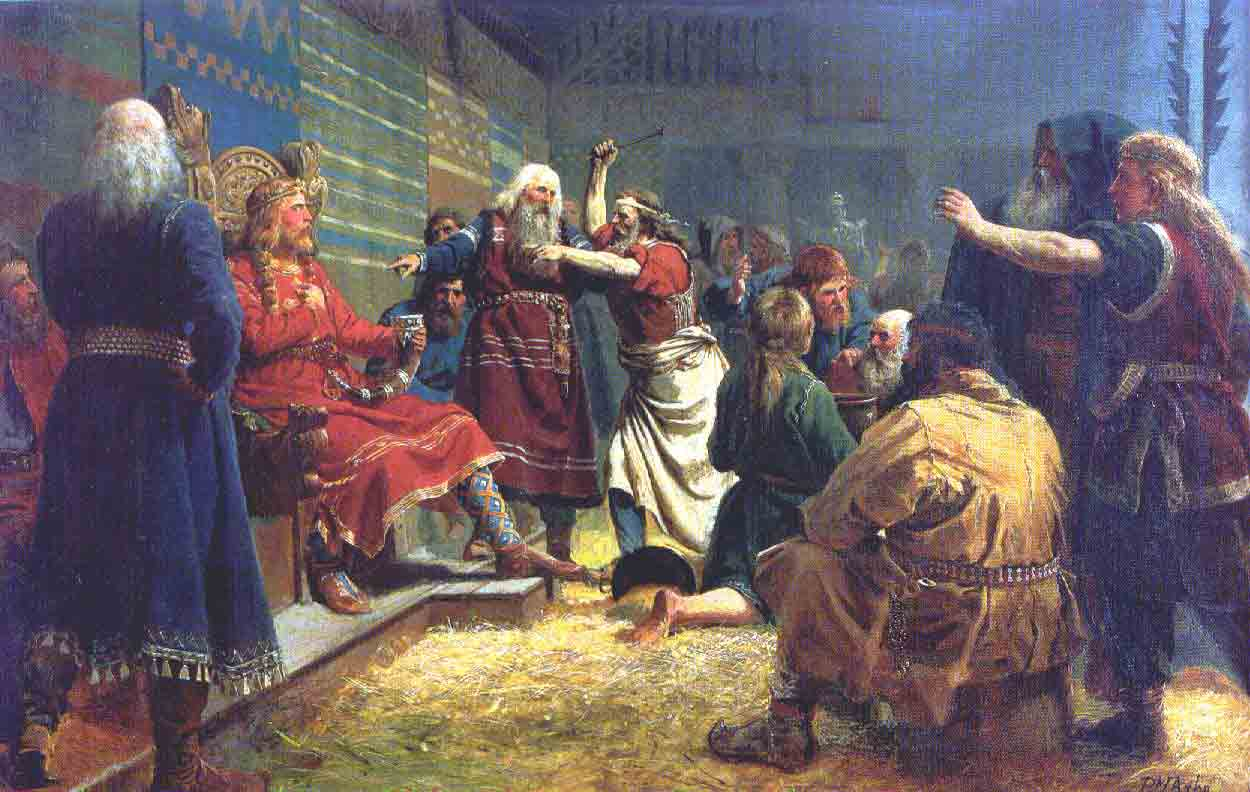
Hkonem el Bé (1860)
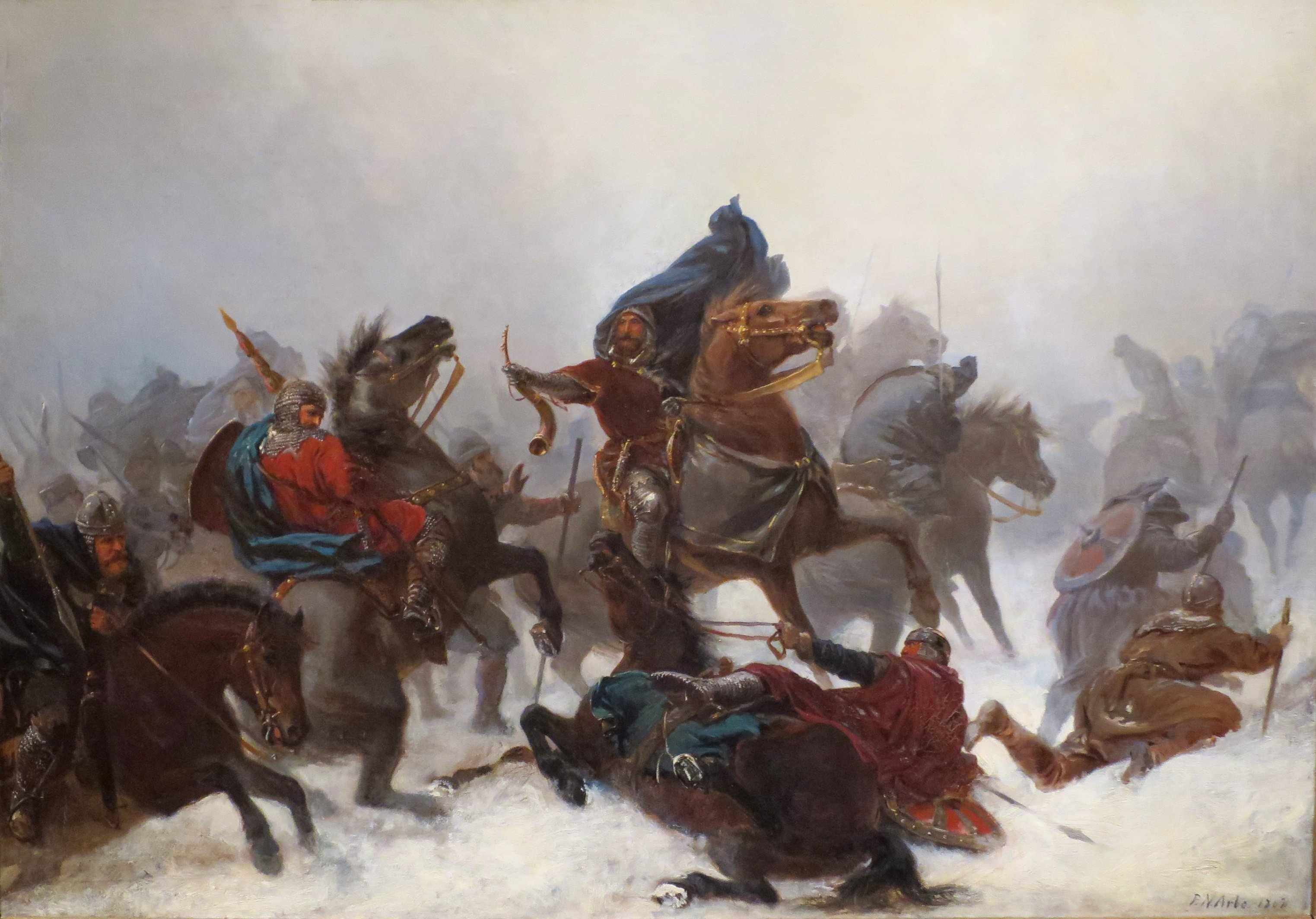
Marxa del rei Sverre sobre el Vossefjell (1861)
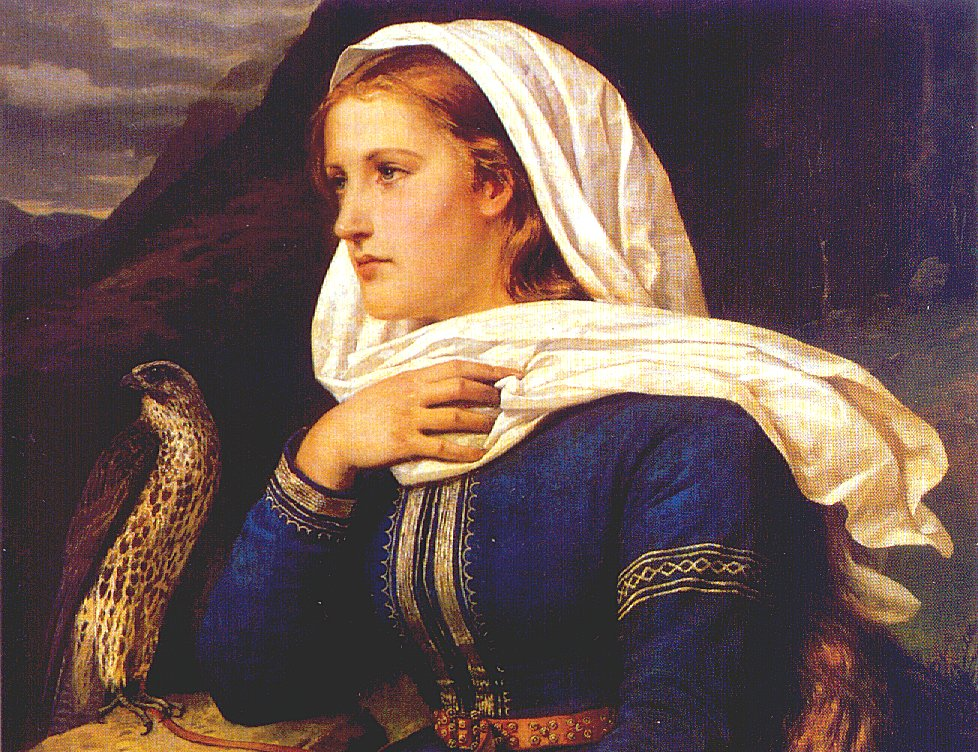
Ingeborg, estimada de Frithjof (1868)
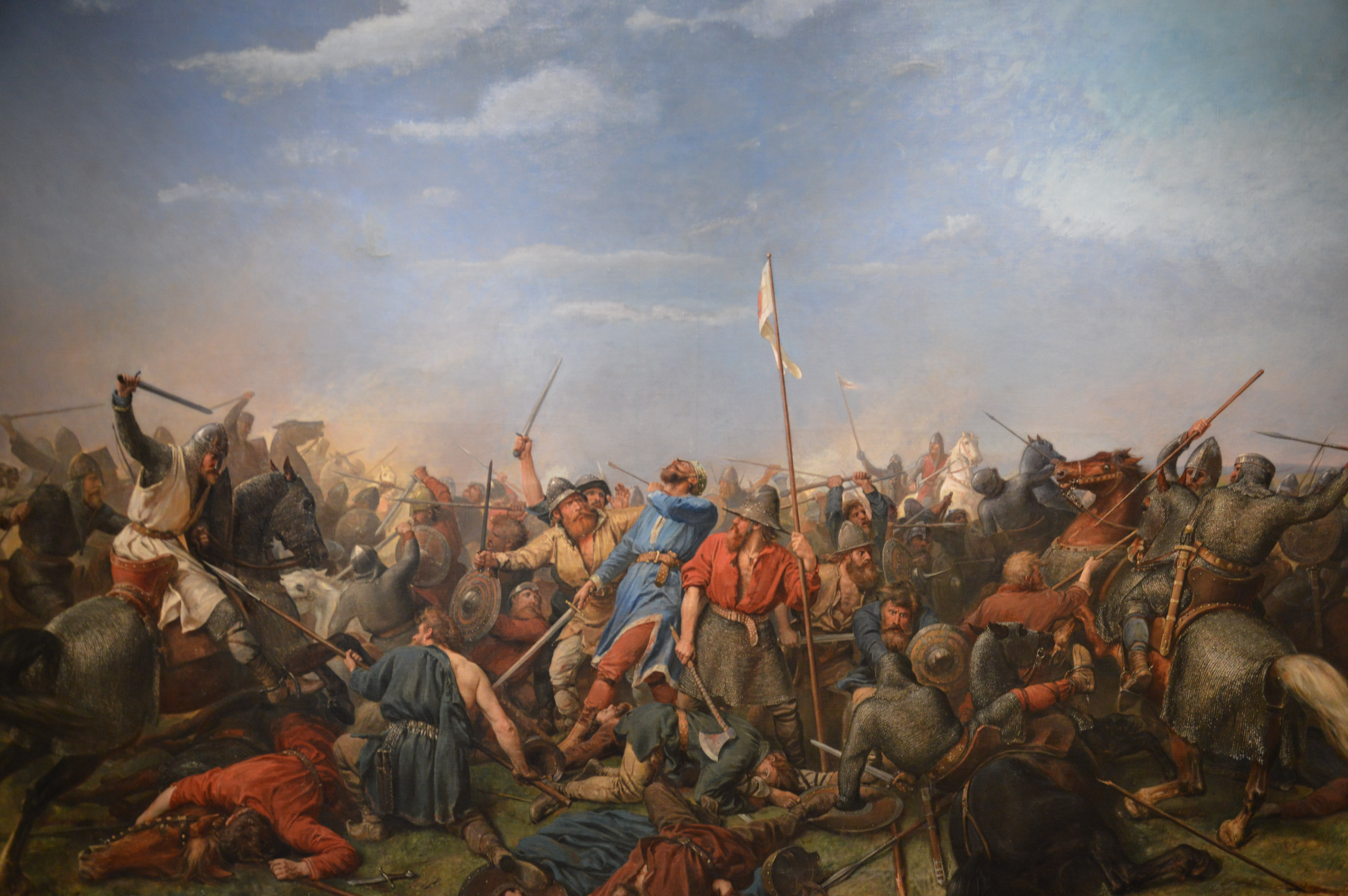
Batalla del pont de Stamford (1870)
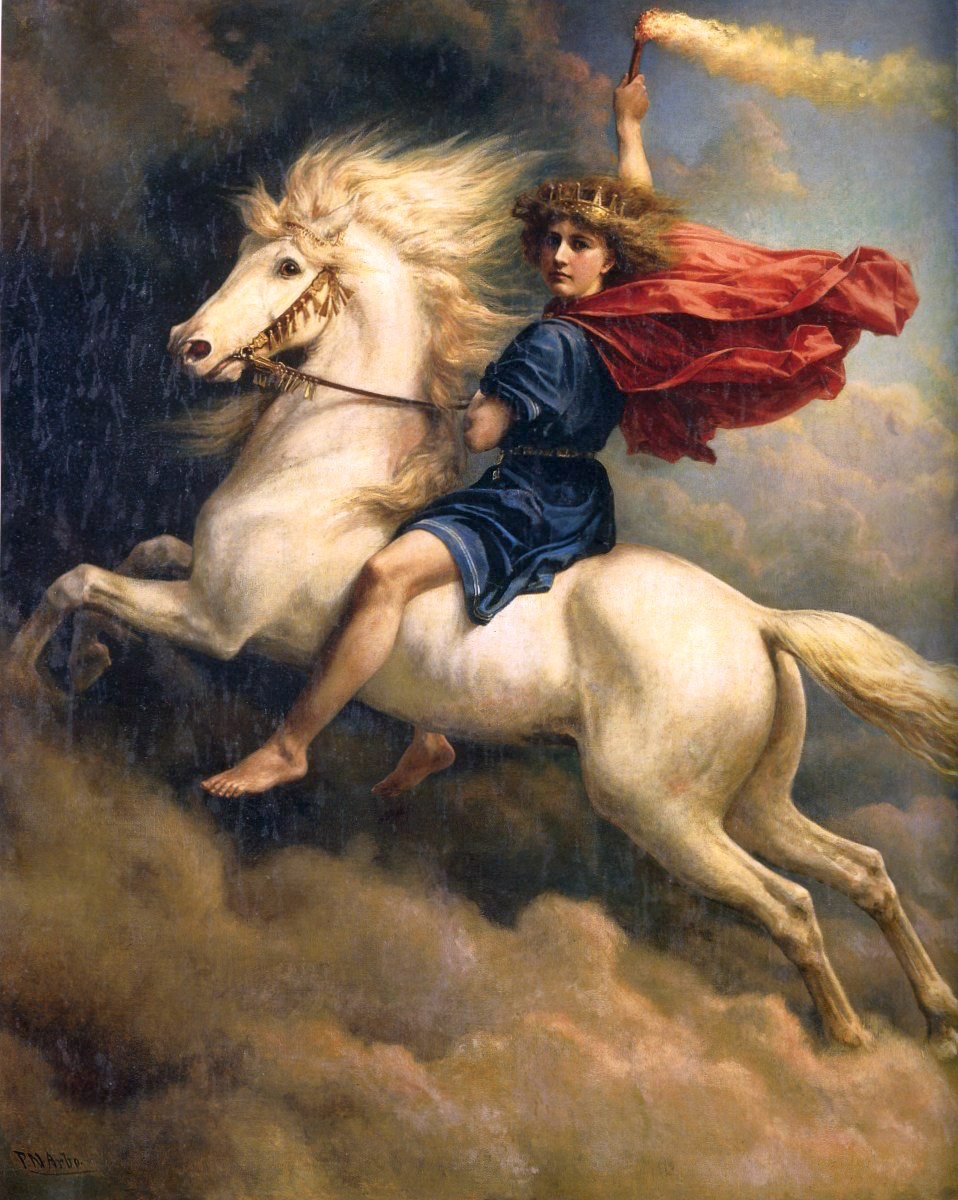
Dagr (1874)
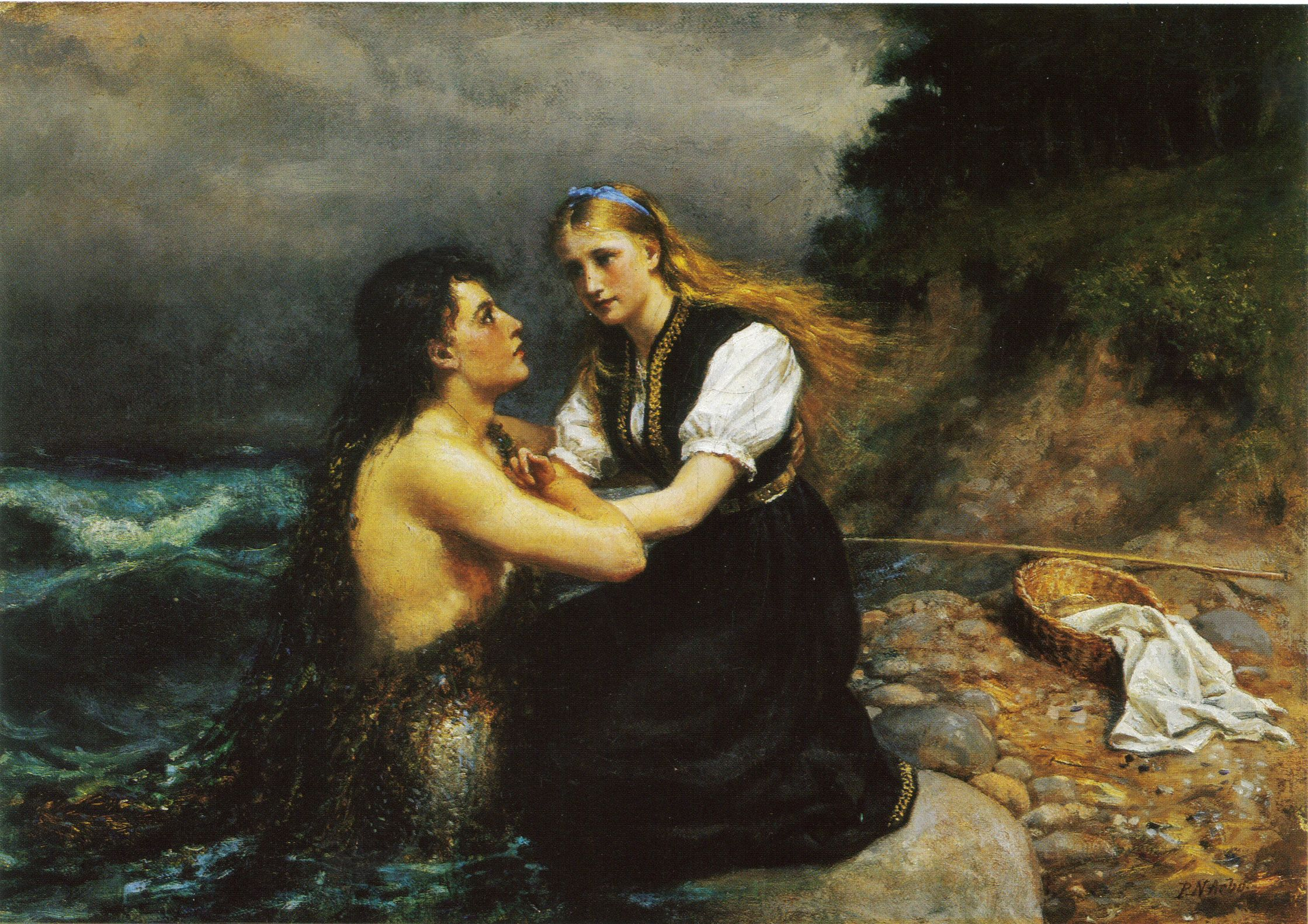
Plantilla:Interlanguage link multi  [ no ] og Havmanden, (1874-1880)
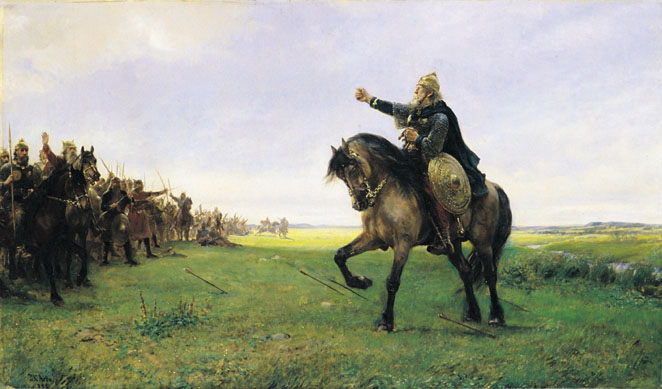
Gizur desafia els huns (1886)